# Michał Piaszczyński
Michał Piaszczyński (Łomża, 1º novembre 1885 – campo di concentramento di Sachsenhausen, 18 dicembre 1940) è stato un presbitero polacco.